# جان کرگز (بازیکن فوتبال)
جان کرگز (انگلیسی: John Craggs؛ زادهٔ ۳۱ اکتبر ۱۹۴۸) بازیکن فوتبال اهل بریتانیا است.
از باشگاه‌هایی که در آن بازی کرده‌است می‌توان به باشگاه فوتبال میدلزبرو، باشگاه فوتبال نیوکاسل یونایتد، و باشگاه فوتبال دارلینگتون اشاره کرد.